# Eupithecia acyrtoterma
Eupithecia acyrtoterma är en fjärilsart som beskrevs av Louis Beethoven Prout 1926. Eupithecia acyrtoterma ingår i släktet Eupithecia och familjen mätare. Inga underarter finns listade i Catalogue of Life.